# Tetrathemis camerunensis
Tetrathemis camerunensis är en trollsländeart som först beskrevs av Sjöstedt 1899.  Tetrathemis camerunensis ingår i släktet Tetrathemis och familjen segeltrollsländor. IUCN kategoriserar arten globalt som livskraftig. Inga underarter finns listade i Catalogue of Life.